# هواوي ميت 30
هواووي ميت 30 هي مجموعة من الفابلت المستندة إلى أندرويد التي تصنعها هواوي كجزء من سلسلة هواووي ميت، وخلف ميت 20. يضم ميت 30 أجهزة ميت 30 / 5جي وميت 30 برو/ 5جي وميت 30 أر أس بتصميم بورشيه، التي تم الكشف عنه في 19 سبتمبر 2019 في ميونيخ، ألمانيا. يأتي هاتف هواوي ميت 30 برو 5جي دون تحميل خدمات جوجل، حيث يتمكن المستخدمون من تحميل تطبيقاتهم المفضلة من خلال متجر هواوي للتطبيقات المثبت مسبقاً على الجهاز.

## مواصفات

### التصميم
يمتاز جهاز ميت 30 وميت 30 برو بتصميم مشابه بإطار من الألومنيوم وغطاء زجاجي، ويتوفر باللونين الأسود والفضي والأرجواني والزمردي الأخضر. يمتاز تصميم هواوي ميت 30 برو 5جي بشاشة منحنية من الطرفين بزاوية 88 درجة. يدعم خاصية التحكم عبر الإيماءات المدعمة بالذكاء الاصطناعي AI Gesture Control، والتي تتيح للمستخدمين إنجاز المهام والتفاعل مع الشاشة دون لمسها، ما يوفر وضع تشغيل اختياري إلى جانب اللمس. من خلال التفاعل مع الشاشة بدون تلامس، يمكن للمستخدمين إنجاز المهام باستخدام إيماءات معينة مثل التلويح للأعلى أو الأسفل أو استخدام 3 أصابع لتصوير لقطة للشاشة، وتُتيح خاصية الدوران التلقائي المعتمد على الذكاء الاصطناعي إمكانية تدوير الشاشة رأسياً أو أفقياً بشكل تلقائي حال اكتشاف وقياس الزاوية التي ينظر إليها المستخدم، ما يضمن أفضل تجربة مشاهدة.

### المعدات
يستخدم كلا الطرازين معالج كيرين 990 ثماني النواة، يتم تخزين بصمات الأصابع ومعلومات الوجه والبصمة الصوتية في الجزء الأكثر أمانًا من المعالج. يُسهم الأداء المميز لمعالج كيرين 990 5جي في دعم الاتصال الكامل بشبكات 2جي/3جي/4جي/5جي، فضلاً عن شبكات الجيل الخامس الغير مستقلة NSA والمستقلة SA، وستتميّز شبكات الجيل الخامس مستقبلاً بالقدرة على الانتقال السلس نحو البنية الخاصة بالشبكات المستقلة، بحيث لا يضطر المستخدمون إلى استبدال هواتفهم عند استخدام ميت 30 برو 5جي، ولدى مقارنتها بالشبكات غير المستقلة، نجد بأنّ الشبكات المستقلة تتميز بسرعات شبكية أعلى ونطاق ترددي أكبر وتأخير زمني أقل، ما يُسهم في الاستمتاع بتجربة استثنائية لدى استخدام شبكات الجيل الخامس. يتسم هاتف الجيل الخامس بميزة العرض الخصوصي الذي يعتمد على الذكاء الاصطناعي والتي تُمكّن الجهاز من التعرف على وجه المستخدم والقيام بإخفاء المحتوى بشكل تلقائي عند رصد أيّ وجوه إضافية.
وعلاوة على ذلك، يدعم هذا الهاتف شريحتي من الجيلين 5جي+4جي” بحيث تدعم إحداهما شبكات الجيل الخامس وتدعم الأخرى شبكات الجيل الرابع، ويُمكن إجراء المكالمات باستخدام إحدى الشريحتين بينما تقوم الشريحة الثانية باستقبال المكالمات والاتصال بالإنترنت في الوقت ذاته، كما يُمكن تبديل كلتا الشريحتين بكل سهولة، فضلاً عن إسهام حزم الاتصال الترددي من النوعين FDD وTDD في تغطية طيف أوسع من نطاقات التردد الخاصة بشبكات الجيل الخامس والمتاحة لأيّ من الاستخدامات المستقبلية.
يتمتع هاتف ميت 30 برو 5جي ببطارية بسعة 4500 ميلي أمبير، ما يضمن لها القدرة على العمل لفترات مطولة من الاستخدام المكثف كما يُمكن إعادة شحنها باستخدام خاصيتي الشحن السلكي واللاسلكي فائق السرعة من هواوي. يشحن الشاحن السلكي ب40 واط، أما اللاسلكي ب27 واط. طرحت هواوي الشاحن السلكي المخصص للسيارة ب40 واط والشاحن اللاسلكي للسيارة ب27 واط.

#### كاميرا
يحتوي جهاز ميت 30 على ثلاث كاميرات خلفية: كاميرا رئيسية بدقة 40 ميجابكسل وعدسة تصوير تليفوتوغرافي بدقة 8 ميجابكسل مع تقريب بصري 3 مرات وعدسة واسعة تبلغ 16 ميجابكسل وكاميرا أمامية بدقة 24 ميجابكسل؛ يحتوي جهاز ميت 30 برو على أربع كاميرات خلفية: كاميرا رئيسية بدقة 40 ميجا بكسل وعدسة تليفوتوغرافي لتصوير البعيد بدقة 8 ميجا بكسل وعدسة فائقة الدقة تبلغ 40 ميجا بكسل تدعم تقنية Ultra Low-Light Video وفق معيار ISO، وهي أعلى حساسية متواجدة في كاميرات الهواتف المحمولة ويمكنها منافسة كاميرات التصوير الإحترافية، بالإضافة إلى تصوير مقاطع الفيديو ذات الحركة البطيئة للغاية بسرعة 7680 إطارًا في الثانية وكاميرا استشعار العمق الثلاثي الأبعاد. بالإضافة إلى تسجيل مقاطع فيديو التتابع الزمني بزاوية عريضة جداً في ظروف إضاءة شديدة الإنخفاض.

### البرمجيات
ياتي جهازي ميت 30 وميت 30 برو بواجهة إي إم يو آي 10، والتي يستند إلى أندرويد 10. نظرًا للعقوبات المستمرة التي تفرضها الولايات المتحدة ضد هواوي، لا يتم دعم خدمات جوجل في الهاتف - مجموعة البرامج الاحتكارية (بما في ذلك البرامج التي تحمل جوجل بلاي) والتي يتم شحنها على أجهزة أندرويد، ولا يُسمح لشركة هواوي بتسويق الجهاز الذي يستخدم علامة أندرويدالتجارية. تعمل هواوي على الترويج لاستخدام الأنظمة الأساسية الداخلية الخاصة بها كبديل.
كما هو الحال مع أجهزة أندرويد الأخرى، لا يزال من الممكن تحميل تطبيقات الطرف الثالث عبر ملفات APK، على الرغم من أن التوافق التام غير مضمون إذا كان التطبيق يعتمد على خدمات جوجل.
صرح أحد المسؤولين التنفيذيين من شركة هواوي بأن الشركة خططت للسماح بإلغاء تأمين أداة تحميل الإقلاع لميت 30، مما قد يشجع على تطوير ذاكرة الوصول العشوائي لنظام التشغيل المخصص التي تدعم تطبيقات جوجل. ومع ذلك، ذكرت الشركة في وقت لاحق أنه ليس لديها «خطط» للقيام بذلك.
لفترة محدودة، من 23 سبتمبر إلى 1 أكتوبر 2019، كان هناك باب خلفي يسمح بتثبيت خدمات جوجل. تم توفير الباب الخلفي من خلال تطبيق يسمى LZPlay، ولكن بعد الأول من أكتوبر، تم إلغاء موقع الويب الذي استضاف ملف تثبيت APK الخاص بـ LZPlay، وبدأ التطبيق في التصرف بشكل مختلف، وبالتالي لم يعد يسمح له باستغلال الباب الخلفي.

## اختلافات النموذج

### تصميم بورش
تعد تصميم بورش ميت 30 أر أس إصدارًا خاصًا من ميت 30 برو؛ يحتوي الغطاء الخلفي على تصميم زجاجي / جلدي مستوحى من خطوط سوداء / حمراء سوداء أو حمراء مستوحاة من خطوط السباق، في حين يتميز بسعة تخزين 512 جيجابايت و12 جيجابايت من ذاكرة الوصول العشوائي.

## روابط خارجية
- هواوي ميت 30
- هواوي ميت 30 بور
- هواوي ميت 30 5جي
- هواوي ميت 30 برو 5جي